# Тасман, Абель Янсзон
А́бел(ь) Янсзон Та́сман (нидерл. Abel Janszoon Tasman, 1603, Лютьегаст, провинция Гронинген — 10 октября 1659, Батавия, ныне Джакарта) — голландский мореплаватель, исследователь и купец. В 1642—1644 гг. совершил великие географические открытия. Первым среди известных европейских исследователей достиг берегов Новой Зеландии, Тонга и Фиджи. Собранные во время его экспедиций данные помогли доказать, что Австралия представляет собой отдельный континент.
Имя мореплавателя носят остров Тасмания и Тасманово море; оно также увековечено в целом ряде (около десяти) других топонимов.

## Биография
Абель Янсзон Тасман родился в 1603 году в деревушке Лютьегаст недалеко от Гронингена (сейчас муниципалитет Гротегаст провинции Гронинген) в Нидерландах. Точная дата его рождения неизвестна. Первое документальное упоминание о нём относится к 1631 году, когда он, уже овдовевший к тому времени, вновь женился. Как следует из сохранившейся церковной записи, его супруга была неграмотна и происходила из бедной семьи, что косвенно подтверждает обоснованность предположений исследователей его биографии о его невысоком социальном статусе в тот период.
Предположительно в то же время Абель Тасман поступает на службу в Голландскую Ост-Индскую компанию в качестве простого матроса, но уже в записях 1634 года он фигурирует в роли шкипера одного из кораблей компании. Основным занятием моряков компании в то время являлось обслуживание перевозок специй и пряностей, являвшихся дорогим и ценным товаром для европейского рынка.
В 1638 году Тасман, командуя кораблём, плавал в Индию.
В 1639 году Тасман возглавляет один из двух кораблей (вместе с М. Квастом), снаряженных Ост-Индской компанией для исследования районов мореплавания в регионе Японии и торговых возможностей с местным населением. В целом данная экспедиция была неуспешной, и после шести месяцев, проведённых в море, корабль Тасмана, потеряв почти 40 из 90 человек экипажа, возвратился к голландскому форту Зеландия на острове Формоза (Тайвань). В это плавание им был открыт остров Бонин.
В 1640 году Тасман вновь возглавил один из 11 голландских кораблей, направившихся к берегам Японии. В этот раз он провёл в японском порту Хирадо около трёх месяцев.
В 1642 году Тасман назначается командиром отряда из двух кораблей Ост-Индийской компании, направляемых на исследования южных и восточных вод Тихого Океана. По гипотезам географов и мореплавателей той эпохи, именно эти воды должны были омывать берега мифической Неведомой Южной земли, о возможном богатстве которой рассказывали несколько поколений. Во время этого плавания, 24 ноября 1642 года, Тасман открыл у берегов Австралии большой остров (Тасмания) и назвал его в честь губернатора Нидерландской Ост-Индии землёй Ван-Димена. Проследовав несколько десятков миль вдоль берега острова, Тасман повернул к востоку и 13 декабря увидел очертания ещё одной незнакомой земли. Это был остров Южный, относящийся к Новой Зеландии. Во время стоянки у этого острова европейцы впервые встретились с маори, коренными жителями Новой Зеландии. Встреча закончилась трагически: маори напали на высадившихся голландцев, убили нескольких матросов и скрылись. Раздосадованный этим происшествием Тасман назвал это место Бухтой убийц (теперь залив Голден-Бей).

Продолжив путь вдоль западного побережья острова Северный Тасман добрался до его оконечности и повернул на северо-восток. 21 января 1643 года экспедиция достигла архипелага Тонга, открыв здесь несколько неизвестных ранее островов. Пополнив на Тонга запасы воды и продовольствия, 6 февраля корабли Тасмана подошли к островам архипелага Фиджи. Далее, оставив к югу острова Фиджи, Тасман прошёл вдоль северного берега Новой Гвинеи и 15 июня, после почти десятимесячного путешествия прибыл в Батавию. 
В 1643 году Тасман возглавил отряд из трёх кораблей Ост-Индийской компании, прошедших вдоль западных берегов Новой Гвинеи и северного побережья Австралии. В результате была впервые нанесена на карту значительная часть побережья северной Австралии.
С точки зрения руководства Ост-Индийской компании, плавания отрядов кораблей под командованием Тасмана в 1642—1644 годах окончились полной неудачей — новые районы торговли так и не были обнаружены и не были найдены новые морские проходы для осуществления навигации. Вплоть до путешествий через почти 100 лет британского мореплавателя Джеймса Кука, европейцы так и не начали освоение Новой Зеландии, а посещения Австралии носили единичный характер и чаще всего вызывались кораблекрушениями.
После возвращения экспедиции в Батавию Тасману был присвоен чин командора и поднято жалование, а сам он был назначен членом Юридического совета Батавии. В 1647 году он был направлен в качестве представителя к королю Сиама, а в 1648 году возглавил отряд из восьми кораблей, выступивших против кораблей испанского флота.
Около 1651 года Абел Тасман вышел в отставку и перешел к занятию торговлей в Батавии. Скончался в возрасте 56 лет там же.

## Увековеченная память
В память о Абеле Янсзоне Тасмане названы:
- Открытый им остров Тасмания у берегов Австралии
- Море в южной части Тихого Океана между берегами Австралии и Новой Зеландии
- Котловина в южной части Тихого Океана между берегами Австралии и Новой Зеландии
- Выступ материка на северо-западе Австралии
- Мост длиной 1,3 км в городе Хобарт — административном центре Тасмании
- Скоростная дорога[англ.] на острове Тасмания
- Национальный парк в Австралии
- Национальный парк в Новой Зеландии
- Горная вершина в Новой Зеландии
- Крупнейший ледник Новой Зеландии
- Озеро в Новой Зеландии
- Залив в Новой Зеландии
- Административный район в Новой Зеландии
- Астероид 6594 Тасман